# ویکتوریا سور
ویکتوریا یوجنیا هرناندز اوره آ، معروف به ویکتوریا سور، خواننده، نوازنده و آهنگساز کلمبیایی متولد ارمنستان، بخش کیندیو است. او در سال ۲۰۲۱ نامزد جوایز گرمی لاتین در بخش بهترین آلبوم کودکان لاتین شد. ویکتوریا در ارمنستان، مرکز بخش کوئیندیو به دنیا آمد. او فعالیت موسیقی خود را در سن ده سالگی آغاز کرد. در سال ۱۹۹۴ در جشنواره موسیقی مونو نونیز در بخش بهترین دوئت آواز جایزه دریافت کرد.

## آهنگ‌شناسی
| سال  | عنوان          |
| ---- | -------------- |
| ۲۰۰۴ | بامبوکو ácido  |
| ۲۰۰۸ | کلکسیون جهانی  |
| ۲۰۱۰ | بلزا سیلوستر   |
| ۲۰۱۵ | تو قاره        |
| ۲۰۱۷ | تا خورشید جدید |
| ۲۰۲۰ | رضایت نانا     |